# 76. pehotni polk (Italija)
76. pehotni polk Napoli (izvirno italijansko 76º Reggimento fanteria) je bil pehotni polk (Kraljeve) Italijanske kopenske vojske.

## Zgodovina
Med prvo svetovno vojno je bil polk aktiven v Franciji ter med drugo svetovno vojno je bil nastanjen na Siciliji.